# デジクロニクル
株式会社デジクロニクル（Digi Chronicle Corp.）は、アダルトゲーム業界誌『デジクロニクル』（後に『デジクロニクルEG』へ改題、休刊後に『デジクロニクルMR』として復刊するが廃刊）やコンピュータソフトウェア倫理機構（ソフ倫）の会報誌を発行していた企業。雄図グループの1社。
また、ゲームの原画集など書籍の出版も行っていた他、2000年から2003年にかけてイベント「ワイワイキャラクターカーニバル」（キャラカー）を主催した。

## デジクロニクル
1999年11月創刊・月2回刊。2001年1月より『デジクロニクルEG』（『EG』は『Entertainmant Guide』の略）に改題。一時期はソフ倫のDVDプレイヤーズゲーム強化路線に呼応し、別冊『デジクロニクルPG』も刊行されていた。
アダルトゲーム業界誌として『PC NEWS』（ピークス）と双璧を為し、特にソフトの売上ランキングは業界内における有力な指標とされて来たが、2003年8月に休刊した。
その後、2004年1月に発行ペースを月刊に落とし『デジクロニクルMR』（「MR」は「Monthly Report」の略）として復刊したが、2005年に廃刊した。